# Боровое (Львовский район)
Борово́е (укр. Борове) — село в Рава-Русской городской общине Львовского района Львовской области Украины.
Население по переписи 2001 года составляло 233 человека. Занимает площадь 6,3 км². Почтовый индекс — 80320. Телефонный код — 3252.